# Hesteantilope
Hesteantilopen eller roanantilope (Hippotragus equinus) er et dyr i underfamilien hesteantiloper af skedehornede pattedyr. Den lever på savanner i det vestlige, centrale, østlige og sydlige Afrika syd for Kenya samt i Sydafrika. Det er en af de største antilopearter med en længde på 190-240 cm fra hoved til hale, en skulderhøje på 130-140 cm og en halelængde på 37-48 cm. Hannen vejer 242-300 kg, mens hunnen vejer 223-280 kg.
Pelsen er generelt rødlig-brun ('roan' betyder 'rødskimlet') med lidt lysere bug, hvid omkring øjnene og på kinderne og ellers sort i hovedet, hvor hunnerne oftest er lidt blegere i farven end hannen. Hornene har ringmarkeringer og kan blive 1 m for hannerne, lidt kortere for hunnerne. De bøjer lidt bagover i en bue. De ligner en del sabelantilopen og kan forveksles i de områder, hvor de to arter begge lever, men hansabelantiloperne er generelt mørkere, nærmere sorte end brune.
Hesteantilopen lever typisk på græs- og træprægede savanner. De lever primært af halvlangt græs og færdes i grupper på 5-15 dyr med en dominerende han i spidsen. Der foregår jævnligt kampe inden for gruppen om førerskabet, hvilket indledes med, at de to kombattanter sætter sig på knæ og truer med hornene.